# Ringwall Waldems
Die Ringwallanlage „Burg“, auch Ringwall Waldems genannt, ist eine abgegangene Höhenburg (Wallburg). Sie liegt im Südosten der Gemarkung von Reichenbach in der Gemeinde Waldems auf einer 459 m ü. NHN Meter hohen bewaldeten Erhebung im hessischen Rheingau-Taunus-Kreis, die den topographischen Namen Burg trägt.

## Geografische Lage

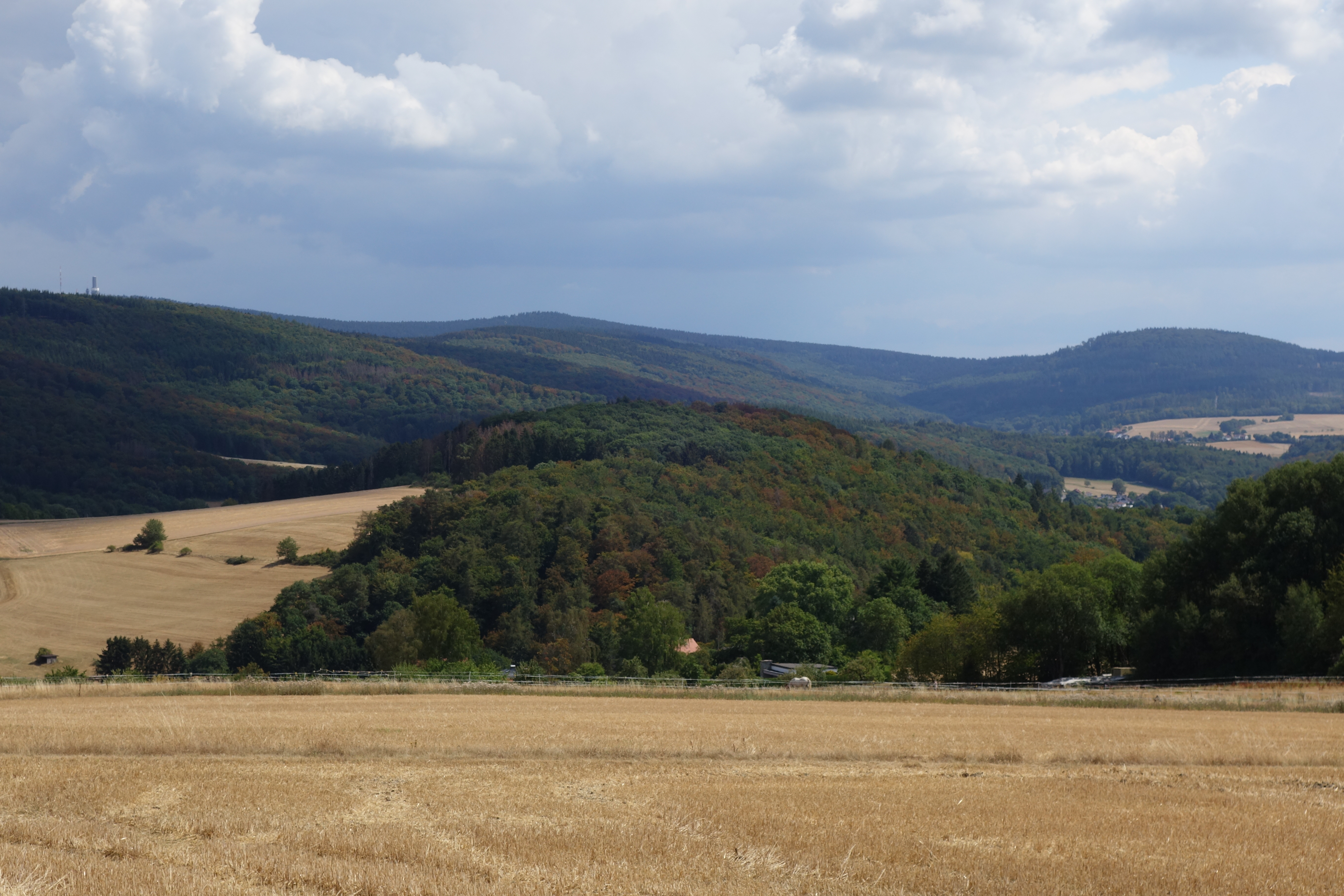
Burg, von Nordwesten gesehen, oberhalb Reichenbachs, links am Bildrand der Berg Windhain, darüber lugen die Türme des Großen Feldbergs hervor, mittig am Horizont Kleiner Feldberg, sowie davor der Weilsberg, der nach links in den Hühnerberg übergeht, hinten rechts der Glaskopf über den Häusern von Oberems sowie wiederum darunter Wüstems.

Die Ringwallanlage liegt zwischen den Ortsteilen Reichenbach, Niederems und Wüstems, die alle zur Gemeinde Waldems gehören. Zu finden sind neben Überresten der Wälle in den Wäldern auch Hinweise in Form von Flurbezeichnungen („Auf der Burg“) und Namensgebungen. Die Anlage hatte einen Durchmesser von mehreren hundert Metern. Die wesentlichen sichtbaren Reste der Anlage finden sich aktuell auf der Südseite der Erhebung.

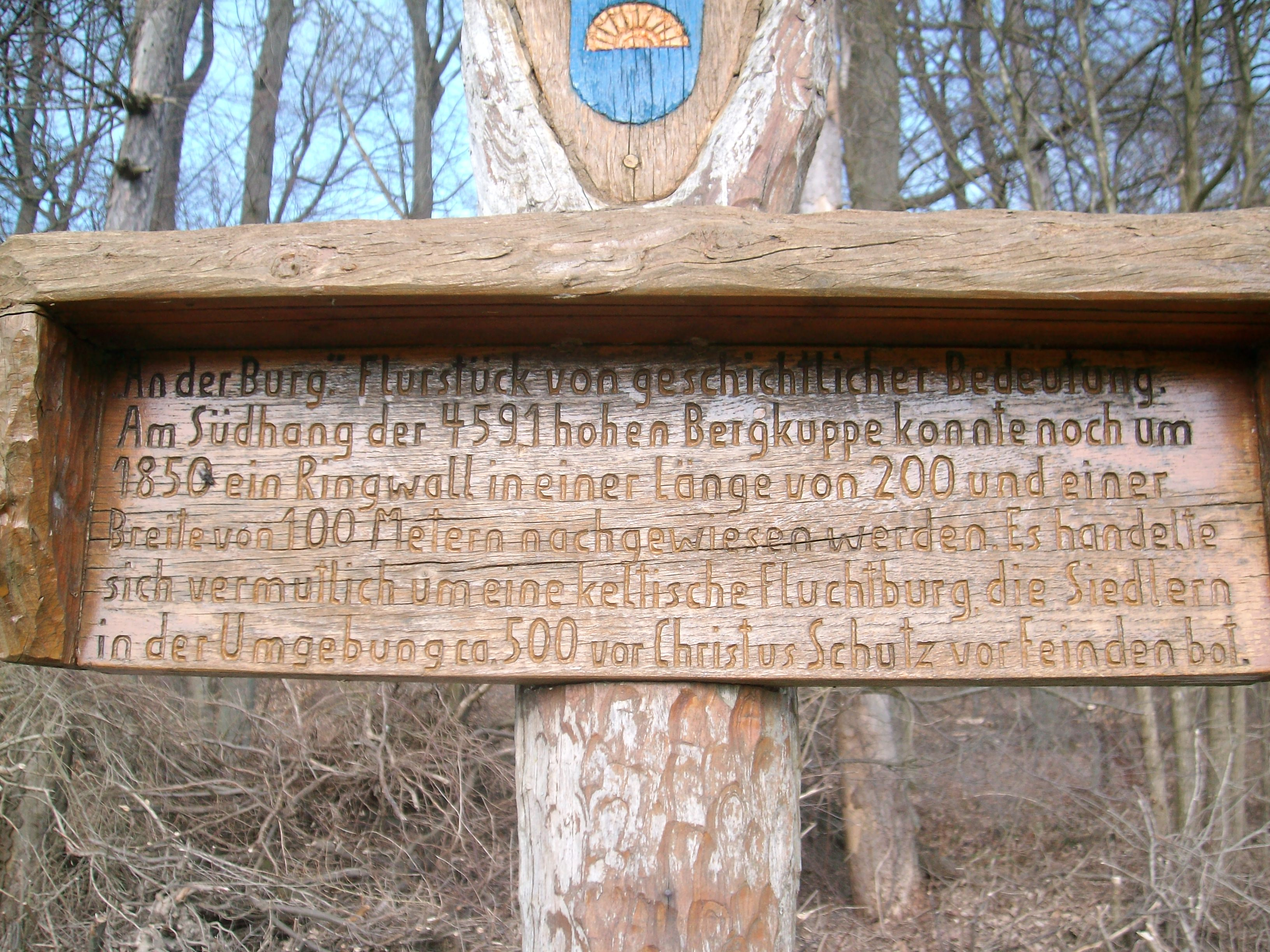
Informationstafel bei Reichenbach
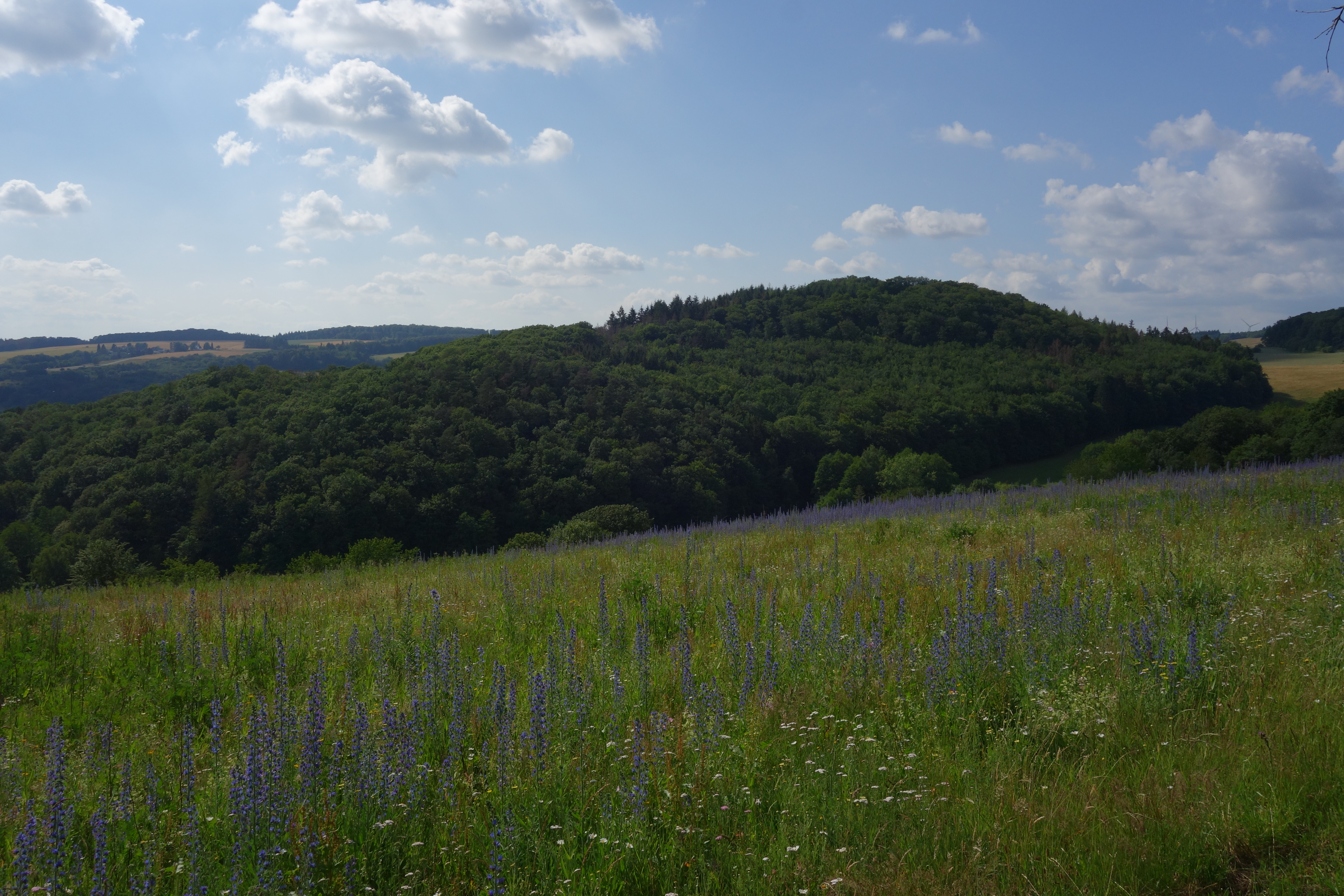
Burg von Südosten bei Wüstems

## Geschichte

Skizze der Ringwallanlage von Christian Ludwig Thomas

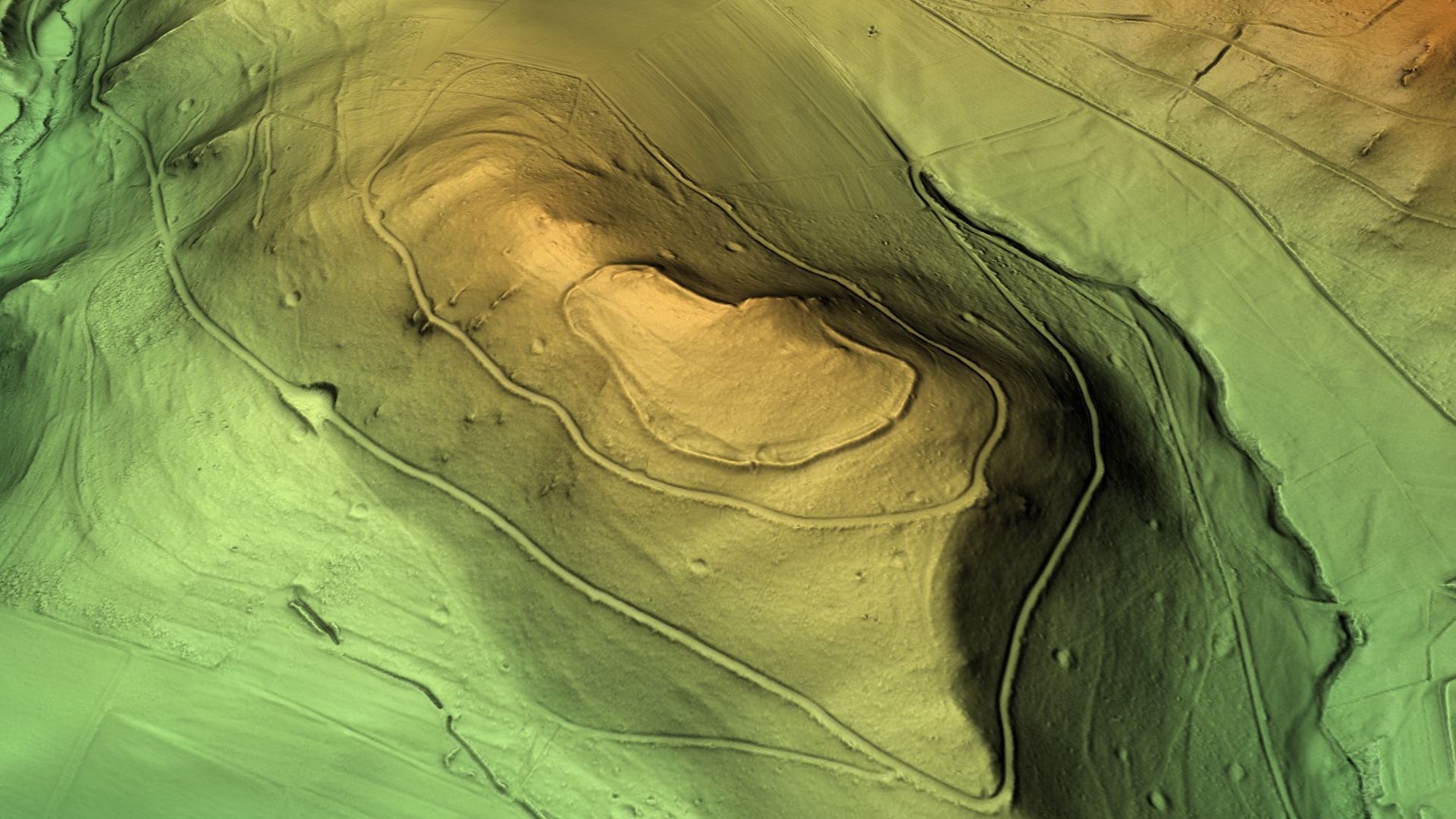
Digitales Reliefbild der Burg genannten Erhebung (links das Tal des Reichenbachs)

Der Ursprung der Anlage ist umstritten. Im Rahmen einer örtlichen Beschilderung wird die Anlage als vermutlich keltische Fliehburg vorgestellt, entstanden um etwa 500 v. Chr. In anderen Quellen werden wesentliche Teile der Anlage allerdings dem Frühmittelalter zugeordnet. Demnach handelte es sich um den Mittelpunkt einer von Rodungsinseln geprägten Landschaft in kirchlichem Besitz. Die vordem karolingischen Güter sind wohl als Schenkung mitsamt dem Hof Camberg etwa 910 n. Chr. dem Georgsstift in Limburg zugekommen.
Noch bis etwa 1850 hatten sich die Wälle deutlicher abgezeichnet; wahrscheinlich im Zuge der land- und forstwirtschaftlichen Nutzung wurden sie erheblich abgetragen.

## Denkmalschutz
Der Bereich der Wallanlage ist ein Bodendenkmal nach dem Hessischen Denkmalschutzgesetz. Nachforschungen und gezieltes Sammeln von Funden sind genehmigungspflichtig, Zufallsfunde an die Denkmalbehörden zu melden.